# Sint-Lambertuskerk (Münster)
De Sint-Lambertuskerk (Duits: St. Lamberti) is een rooms-katholiek kerkgebouw in de Duitse stad Münster. Het bouwwerk is het belangrijkste sacrale gebouw van de Westfaalse laatgotiek.
Aan de toren van de Lambertuskerk hangen de ijzeren kooien waarin ooit de lijken van de aanvoerders van de wederdopers Jan van Leiden, Berend Krechting en Berend Knipperdolling hingen.
Behalve dinsdag beklimt een van de laatste Europese torenwachters – haar naam is Martje Saljé – de kerktoren om er van 21.00 uur tot middernacht elk half uur op haar hoorn te blazen.

## Geschiedenis
Reeds rond het jaar 1000 bestond aan de markt een kleine kerk voor kooplieden. Voor de huidige stads- en marktkerk Sint-Lambertus werd de eerste steen in 1375 gelegd. De hallenkerk werd rond het jaar 1450 voltooid. Aan de noordwestpijler van de toren is een kruisigingsgroep behouden, een 16e-eeuws werk van de uit Münster afkomstige beeldhouwer Johann Brabender.
In de 19e eeuw werd wegens instortingsgevaar de oude, naar het westen hangende toren afgebroken. Daarvoor in de plaats kwam in 1888/1889 een neogotische toren met opengewerkte spits. Deze toren is een verkleinde kopie van de toren van het munster van Freiburg en is 90,5 meter hoog. Het betreft een ontwerp van Hilger en Bernhard Hertel.
In deze kerk was de zalige Clemens von Galen van 1929-1933 priester. Als bisschop hield von Galen in 1941 in de Sint-Lambertuskerk zijn bekende preken tegen het naziregime.

## Verwoesting en herbouw
In de Tweede Wereldoorlog werden door bombardementen op de stad de toren, het kerkdak en de gewelven van het oostelijke deel verwoest. De klokken werden reeds in juni 1942 gedemonteerd. Na de oorlog werd de kerk eerst van een nooddak voorzien. De oorlogsschade werd door middel van een reconstructie van de kerk tot 1959 hersteld. De neogotische sacristie werd daarentegen in moderne stijl herbouwd.

## De wederdoperskooien
Uit een ingeslagen datering is op te maken dat de kooien in het jaar 1535 werden gemaakt. Ze werden vervaardigd door de smid Bertolt von Lüdinghausen uit Dortmund. Oorspronkelijk zouden de kooien voor gevangenentransport dienen, maar ze kwamen te hangen aan de kerktoren. In de bovenste kooi werd het lijk van Jan van Leiden gelegd, in de linker het lijk van Berend Knipperdolling en de rechter het lijk van Berend Krechting.
De kooien zijn allemaal verschillend in afmeting. Nadat de oude kerktoren bouwvallig geworden was, werden de kooien op 3 december 1881 verwijderd. De afbraak van de oude toren begon in 1887, na de voltooiing van de nieuwe toren werden de kooien weer aan de zuidzijde opgehangen. Toen op 18 november 1944 een bom de toren van de kerk trof, stortten twee kooien mee de diepte in, alleen de rechterkooi bleef hangen. Geen van de kooien kon na de oorlog echter worden gerestaureerd. Daarom werden er andere kooien gemaakt die er hetzelfde uitzien als de oorspronkelijke, zodat het lijkt dat het nog steeds de originele kooien zijn.

## Interieur
Van het interieur is veel verloren gegaan. Het oudste beeld is een gotisch Madonnabeeld uit 1380, het hangt aan een pijler tussen de beide koorruimten en is afkomstig uit het noordportaal van de kerk. In het koor bevinden zich de stenen beelden van de apostelen uit circa 1600. In het zogenaamde oude koor bevinden zich vier 17e-eeuwse beelden van kerkvaders.

## Afbeeldingen

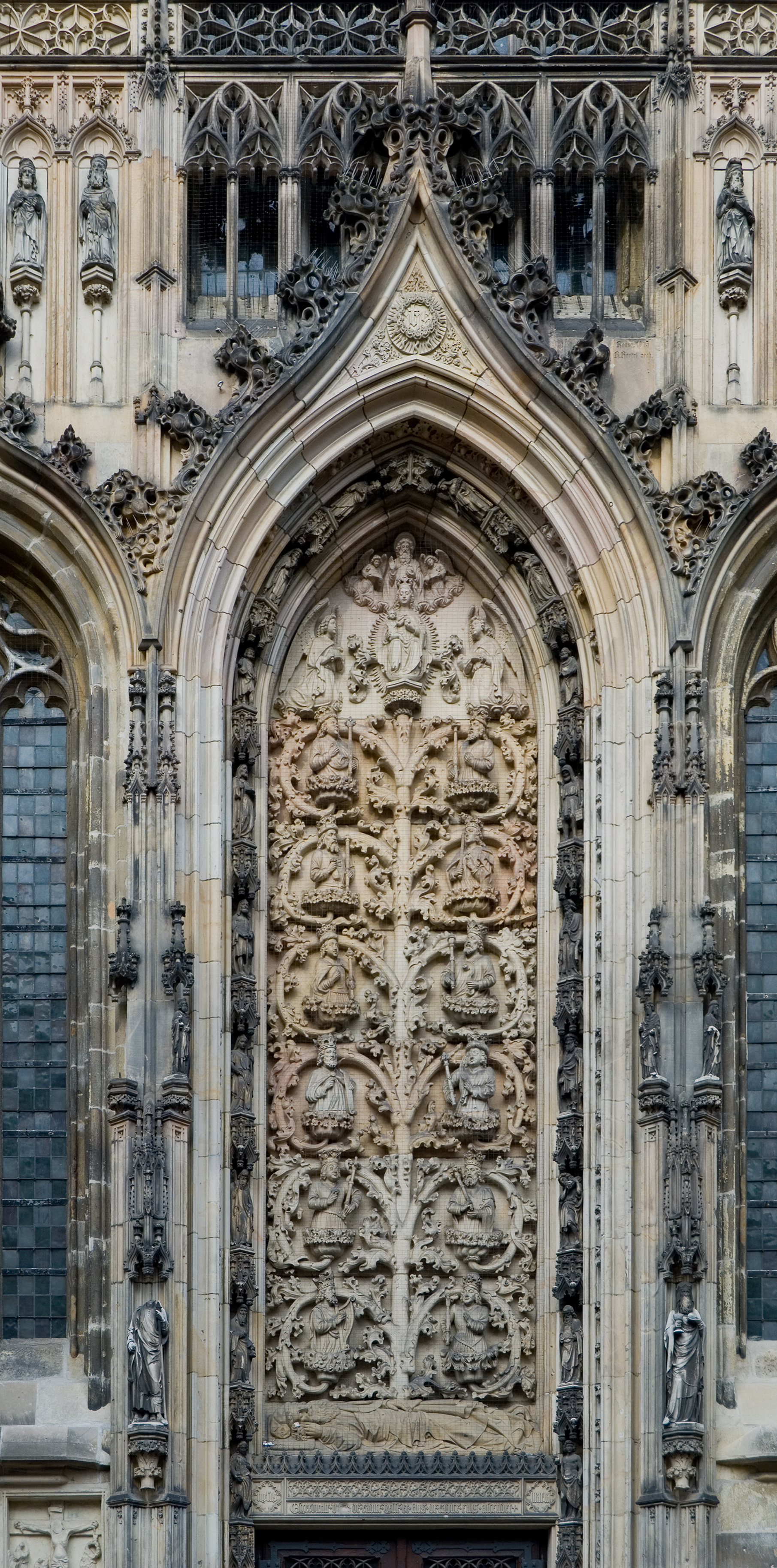
Boom van Jesse (zuid-westportaal)
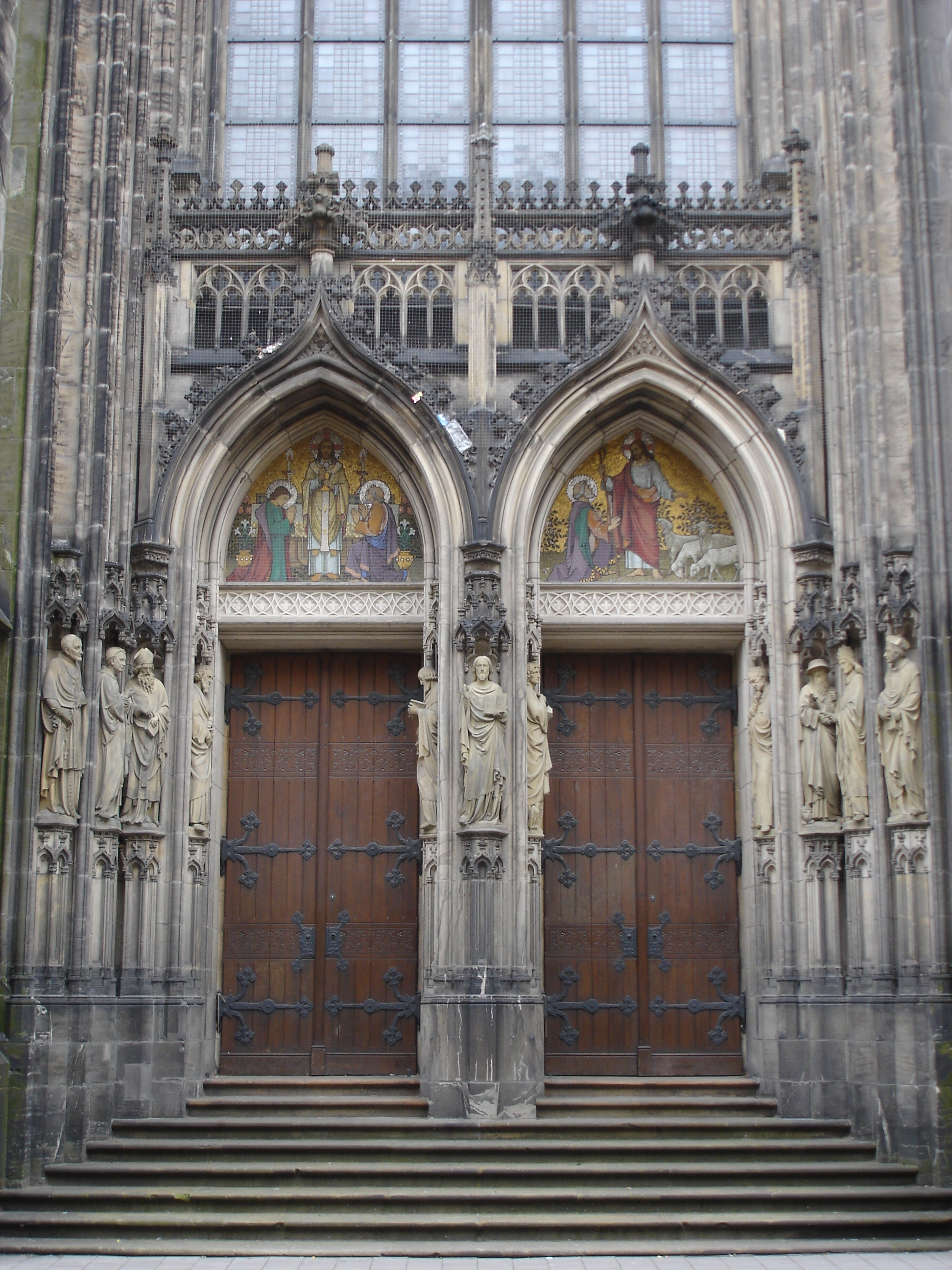
Hoofdportaal
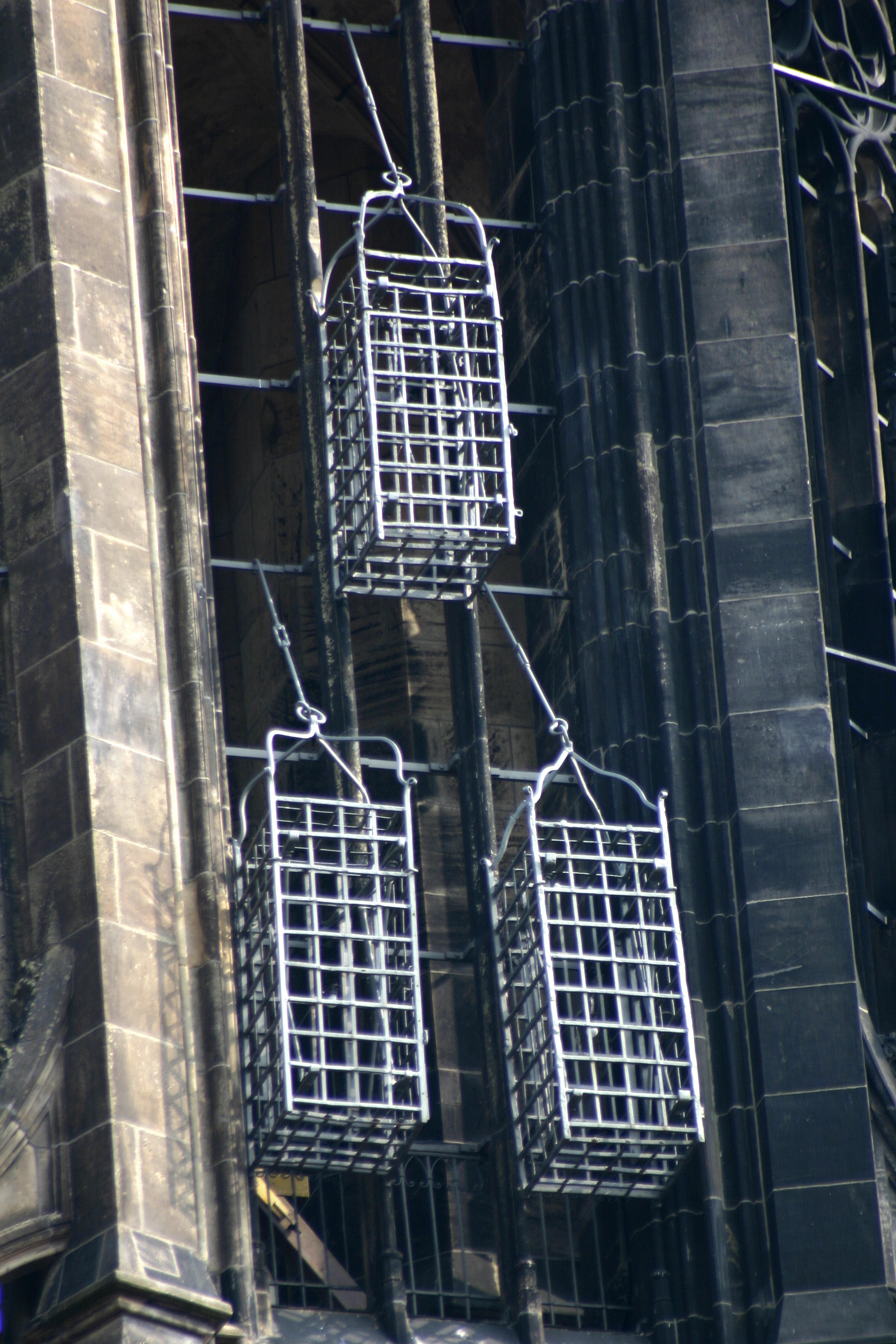
Wederdoperskooien
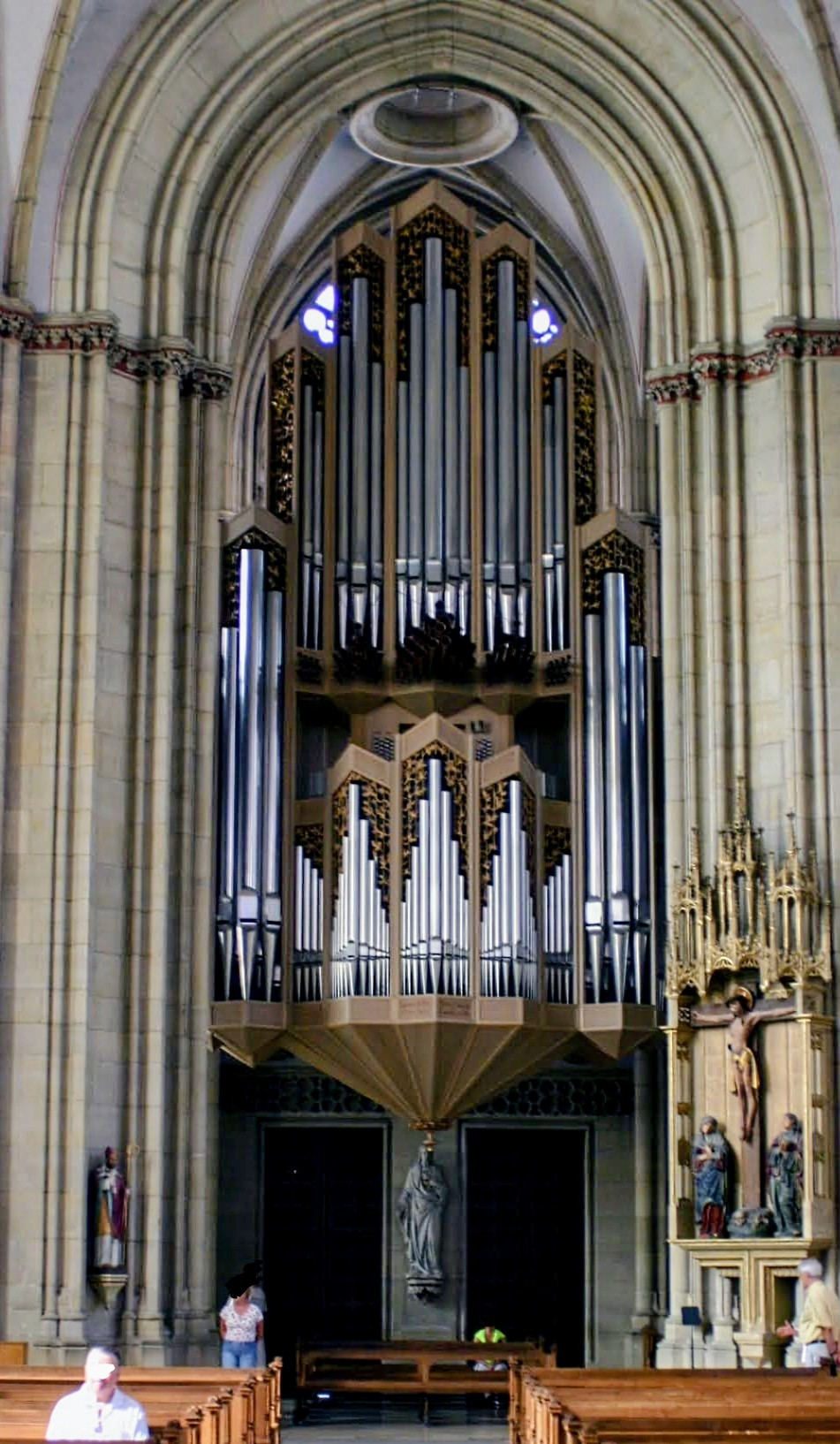
Orgel
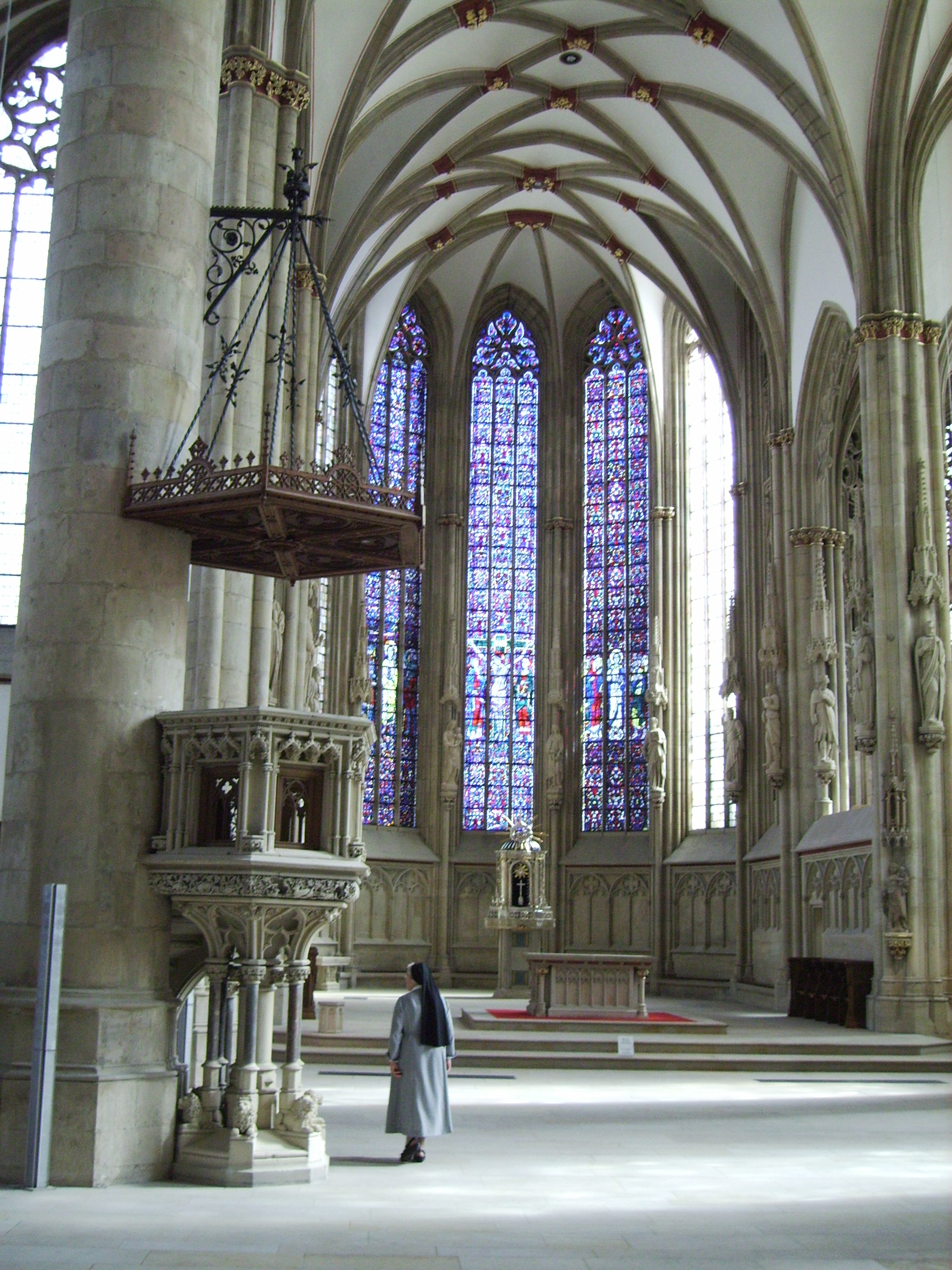
Preekgestoelte
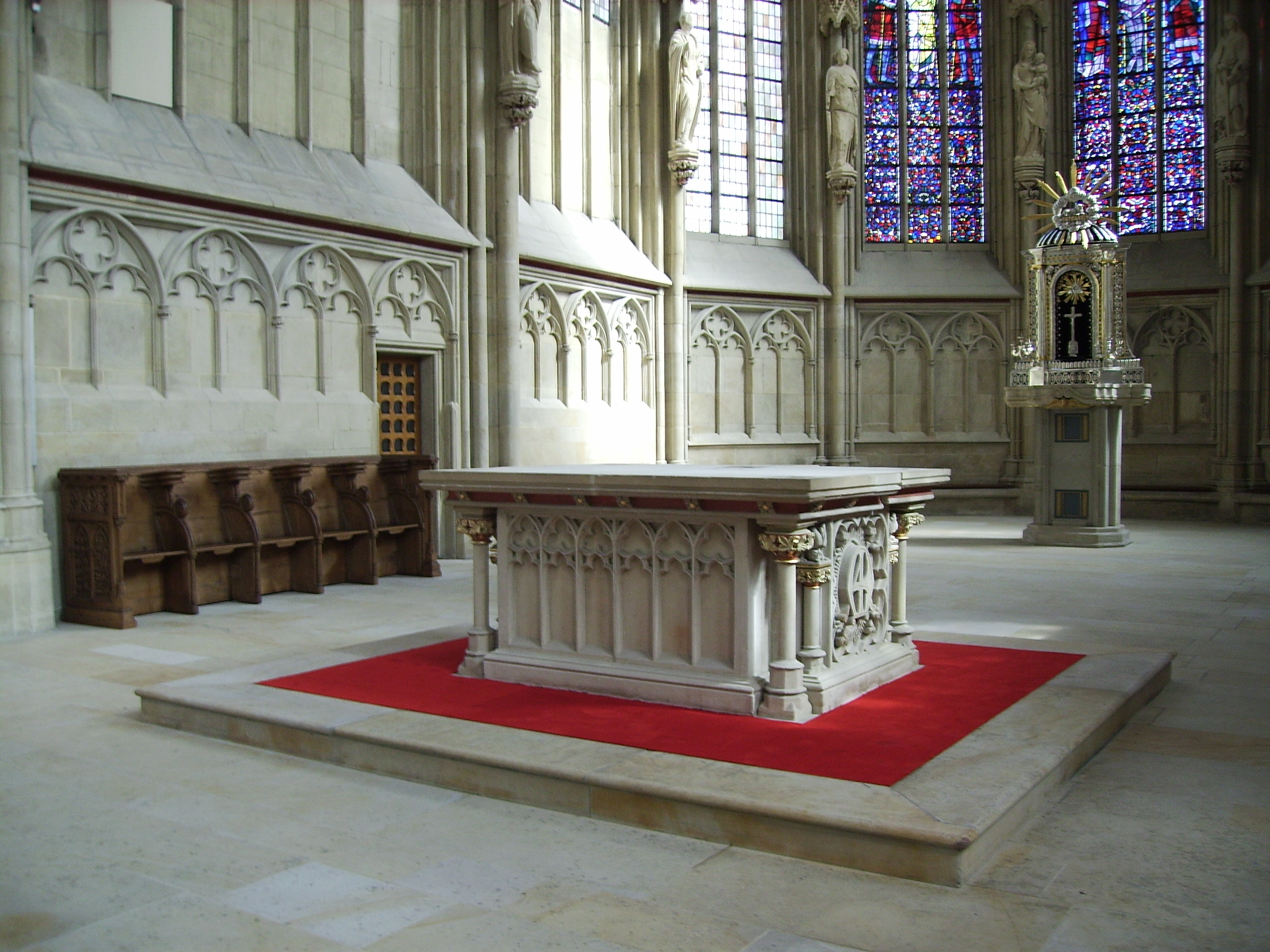
Altaar
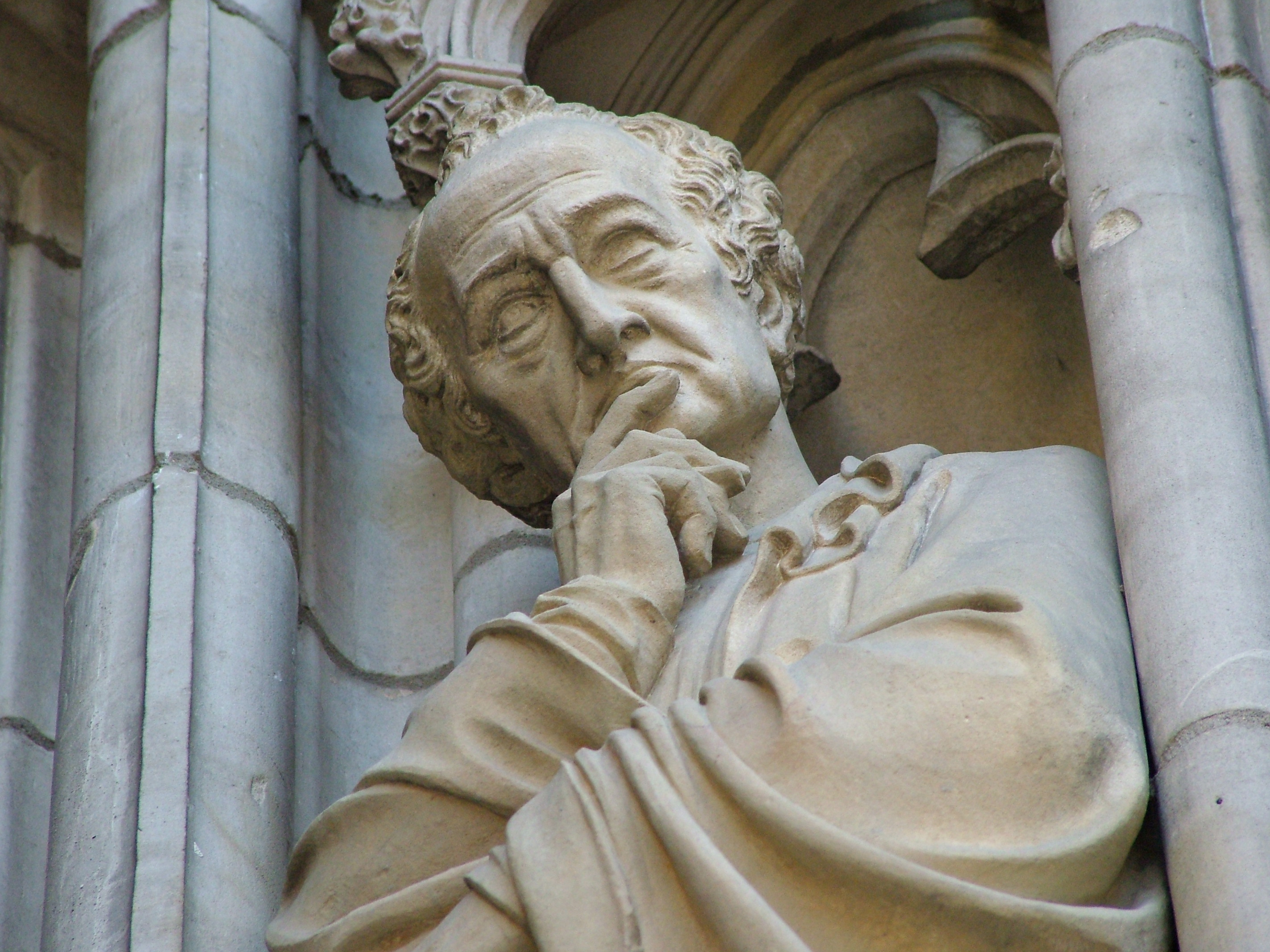
Johann Wolfgang von Goethe in de buitenmuur